# Ловцов, Сергей Петрович
Сергей Петрович Ловцов (28 августа (9 сентября) 1862 — 1 (14) сентября 1915) — генерал-лейтенант Российской императорской армии. Участник Первой мировой войны. В 1908—1914 годах был начальником штаба 1-го армейского корпуса.

## Биография
Родился 28 августа (9 сентября) 1862 года. В 1878 году, окончив 1-ю Московскую военную гимназию, 26 августа поступил на военную службу. В 1880 году окончил 3-е военное Александровское училище, из которого был распределён во 2-ю резервную артиллерийскую бригаду в чине подпоручика со старшинством с 8 августа 1880 года. В прапорщики артиллерии был произведён со старшинством с 24 июля 1882 года, в подпоручики — со старшинством с 29 ноября 1882 года, в поручики — со старшинством с 8 августа 1885 года.
В 1887 году окончил Николаевскую академию Генерального штаба и 7 апреля 1887 года получил старшинство в чине штабс-капитана. В 1887 году состоял при Московском военном округе, затем с 26 ноября 1887 года по 30 августа 1893 года был старшим адъютантом штаба Гренадерского корпуса. В капитаны был произведён со старшинством с 9 апреля 1889 года. С 25 сентября 1891 года по 2 октября 1892 года отбывал цензовое командование во 2-м гренадерском Ростовском полку, в должности командира роты. 30 августа 1893 года получил старшинство в чине подполковника. С 30 августа 1893 года по 13 февраля 1897 года был штаб-офицером для поручений при командующем Омским военным округом, а с 12 февраля 1897 года по 2 апреля 1898 года занимал ту же должность при штабе Казанского военного округа. В 1897 году «за отличие» был произведён в полковники со старшинством с 13 апреля 1897 года. Со 2 апреля 1898 года по 29 мая 1903 года занимал должность штаб-офицера при управлении 58-й пехотной резервной бригады, во время нахождения в должности, в мае — сентябре 1898 года отбывал цензовое командование в Лаишевском резервном батальоне, в должности командира батальона, С 10 мая по 10 июля 1903 года был прикомандирован к артиллерии. С 29 мая 1903 года по 7 июля 1906 года занимал должность командира 95-го пехотного Красноярского полка. В 1906 году «за отличие» был произведён в генерал-майоры со старшинством с 7 июля 1906 года. С 7 июля 1906 года находился в должности командира 2-й бригады 22-й пехотной дивизии, затем с 20 сентября 1908 года по 27 сентября 1914 года был начальником 1-го армейского корпуса.
В августе 1914 года принимал участие в Восточно-Прусской операции. 27 сентября 1914 года был произведён в генерал-лейтенанты и уволен по состоянию здоровья. Осуществлял попечительство над детьми офицеров 1-го армейского корпуса.
Скончался 1 (14) сентября 1915 года.

## Награды
- Орден Святого Станислава 3-й степени (1888)
- Орден Святой Анны 3-й степени (1892)
- Орден Святой Анны 2-й степени (1895)
- Орден Святого Владимира 4-й степени (1900)
- Орден Святого Владимира 3-й степени (1904)
- Орден Святого Станислава 1-й степени (6 января 1909).

## Семья
Состоял в браке с Софьей Константиновной Радецкой и по состоянию на 1911 год имел шестерых детей; в их числе сыновья: Кирилл (род 22.07.1906) и Владимир (род. 23.03.1911).